# Grand Prix automobile d'Italie 1999
GP précédent GP suivant
Le Grand Prix automobile d'Italie 1999 (Gran Premio Campari d'Italia 1999), disputé sur le circuit de Monza le 12 septembre 1999, est la 643e épreuve de l'histoire du championnat du monde de Formule 1 courue depuis 1950 et la treizième manche du championnat 1999.

## Classement
| Pos. | No | Pilote                | Écurie             | Tours | Temps/Abandon                      | Grille | Points |
| ---- | -- | --------------------- | ------------------ | ----- | ---------------------------------- | ------ | ------ |
| 1    | 8  | Heinz-Harald Frentzen | Jordan-Mugen-Honda | 53    | 1 h 17 min 02 s 923 (238,143 km/h) | 2      | 10     |
| 2    | 6  | Ralf Schumacher       | Williams-Supertec  | 53    | + 3 s 272                          | 5      | 6      |
| 3    | 3  | Mika Salo             | Ferrari            | 53    | + 11 s 932                         | 6      | 4      |
| 4    | 16 | Rubens Barrichello    | Stewart-Ford       | 53    | + 17 s 630                         | 7      | 3      |
| 5    | 2  | David Coulthard       | McLaren-Mercedes   | 53    | + 18 s 142                         | 3      | 2      |
| 6    | 4  | Eddie Irvine          | Ferrari            | 53    | + 27 s 402                         | 8      | 1      |
| 7    | 5  | Alessandro Zanardi    | Williams-Supertec  | 53    | + 28 s 047                         | 4      |        |
| 8    | 22 | Jacques Villeneuve    | BAR-Supertec       | 53    | + 41 s 797                         | 11     |        |
| 9    | 11 | Jean Alesi            | Sauber-Petronas    | 53    | + 42 s 198                         | 13     |        |
| 10   | 11 | Damon Hill            | Jordan-Mugen-Honda | 53    | + 56 s 259                         | 9      |        |
| 11   | 18 | Olivier Panis         | Prost-Peugeot      | 52    | Moteur                             | 10     |        |
| Abd. | 17 | Johnny Herbert        | Stewart-Ford       | 40    | Embrayage                          | 15     |        |
| Abd. | 15 | Toranosuke Takagi     | Arrows             | 35    | Collision                          | 22     |        |
| Abd. | 14 | Pedro de la Rosa      | Arrows             | 35    | Suspension                         | 21     |        |
| Abd. | 1  | Mika Häkkinen         | McLaren-Mercedes   | 29    | Sortie de piste                    | 1      |        |
| Abd. | 19 | Jarno Trulli          | Prost-Peugeot      | 29    | Boîte de vitesses                  | 12     |        |
| Abd. | 23 | Ricardo Zonta         | BAR-Supertec       | 25    | Freins                             | 18     |        |
| Abd. | 20 | Luca Badoer           | Minardi-Ford       | 23    | Collision                          | 19     |        |
| Abd. | 10 | Alexander Wurz        | Benetton-Playlife  | 11    | Panne électrique                   | 14     |        |
| Abd. | 12 | Pedro Diniz           | Sauber-Petronas    | 1     | Accident                           | 16     |        |
| Abd. | 9  | Giancarlo Fisichella  | Benetton-Playlife  | 1     | Accident                           | 17     |        |
| Abd. | 21 | Marc Gené             | Minardi-Ford       | 0     | Collision                          | 20     |        |

## Pole position et record du tour
- Pole position : Mika Häkkinen en 1 min 22 s 432 (vitesse moyenne : 251,990 km/h).
- Meilleur tour en course : Ralf Schumacher en 1 min 25 s 579 au 48e tour (vitesse moyenne : 242,723 km/h).

## Tours en tête
- Mika Häkkinen : 29 (1-29)
- Heinz-Harald Frentzen : 23 (30-35 / 37-53)
- Mika Salo : 1 (36)

## Statistiques
- 3e et dernière victoire pour Heinz-Harald Frentzen.
- 3e victoire pour Jordan en tant que constructeur.
- 4e victoire pour Mugen-Honda en tant que motoriste.
- 2e et dernier tour en tête d'un Grand Prix pour Mika Salo.